# Cotesia alypiae
Cotesia alypiae är en stekelart som först beskrevs av Muesebeck 1922.  Cotesia alypiae ingår i släktet Cotesia och familjen bracksteklar. Inga underarter finns listade i Catalogue of Life.